# セブルス・スネイプ
セブルス・スネイプ（英: Severus Snape）は、J・K・ローリングの小説『ハリー・ポッター』シリーズおよび、その派生作品に登場する架空の人物。
主人公のハリー・ポッターが入学することになる、ホグワーツ魔法魔術学校の教師。ハリーの両親とは同級生で、ハリーの父親であるジェームズ・ポッターとは犬猿の仲であった。そのため、ジェームズに生き写しのハリーに対して嫌悪感をみせる。
シリーズ全巻に登場し、謎めいた人物として描かれる物語のキーパーソンと言える存在である。作者のローリングも「影の主人公」と称した。

## キャラクター形成
あるインタビュー中、ローリングはスネイプのキャラクター性を「アンチヒーロー」と表現した。ローリングはスネイプというキャラクターのインスピレーションは子供時代に嫌っていた教師から得たと述べており、またスネイプは酷い教師で、「教師としての最悪の行い」は生徒をいじめることだと語った。ローリングはかつて実在の一人の人間を意図的にモデルにしたキャラクターはギルデロイ・ロックハートのみだと発言したが、スネイプは学生時代にローリングを教えた教師たちがベースになっているとされている。名前が挙がっているのは、タッツヒルの小学校にいたシルヴィア・モーガンという威圧的で厳格な女性教師とチェプストウの総合制中等学校ワイディーン・スクールで化学を教えていたジョン・ネトルシップという不機嫌な男性教師である。
ローリングはスネイプのファーストネームをクラップハムのセブルス・ロードからファミリーネームをイングランドの村から借りてつけた。
1999年と2004年のインタビュー中にローリングは書くのが最も好きなキャラクターの一人としてスネイプを挙げた。
ローリングは完結以前スネイプについて他の登場人物ほど詳しく語らなかった。彼の本当の忠誠心と動機は最終巻まで明かされなかったからである。しかし、スネイプの重要な役回りは幾度となくほのめかされ、ローリングはファンに対して「スネイプに注目して」と示唆した。1999年のインタビュー中、ローリングはスネイプの恋愛遍歴と救済に関する質問に答え、質問者の先見の明に驚きを表明した。 ローリングはまた、『アズカバンの囚人』の出版後、スネイプがリリー・ポッターを愛していると推測した一人の女性ファンがいたことを明かし、どうやってボロが出たのだろうと思ったという。
完結後、ローリングはスネイプについてあるがままに語り始め、彼のキャラクターアークとアルバス・ダンブルドアのそれとの対比について議論した。ローリングは「シリーズはダンブルドアとスネイプのストーリーラインを中心に構築されている」と述べ、スネイプの結末は常に把握しており、シリーズ全体を通してスネイプのストーリーラインを注意深く計画したと話した。そして「7巻ですべてが変わり、スネイプの動機が何だったのかがわかる暴露シーンがあるので、わたしはずっとヒントを落としておかなければなりませんでした。シリーズを通してそれを計画しなければなりませんでした。なぜなら、実際に何が起こっていたのかがわかる時点で、それまで見たことのないものをただ見せるだけでは、読者を完全にだましてしまうことになるからです。」と語った。ローリングはスネイプに償いと許しを見つけてほしいと願っており、「スネイプは複雑な男です。わたしたちと同じように、欠点のある人間でした。ハリーは彼を許します。ハリーは最終的にスネイプのいいところを本当に見ています。救いがあってほしいと思いました」と語った。

## 名前
姓のSnapeはイギリスのサフォークに実在する村の名前から。名のSeverusはラテン語で「手荒い、厳しい」の意。愛称は「セブ」(Sev)。
セブルス・スネイプ (Severus Snape) の名は彼が所属していたスリザリン寮の創設者サラザール・スリザリン (Salazar Slytherin) と同じイニシャルになる。

### 通称
同期生で不仲であったジェームズ・ポッターやシリウス・ブラックには、「スニベルス」（原文：Snivellus、邦訳：泣きみそ）と呼ばれていた。Snivellusは名前をもじったもので動詞・名詞のsnivel（鼻水を垂らす、鼻水）に由来する。しかし彼が泣き虫だったという描写は作中にはない。派生した蔑称に「スニベリー」(Snivelly) もある。決別の証として一度だけリリー・ポッターにも「スニベルス」と呼ばれている。
学生時代、闇の魔術や純血主義に傾倒してからは「半純血のプリンス」(Half-Blood Prince) を自称していた。これは、マグルの父と「純血」の魔女の間に生まれた半純血（混血）であり、かつ母の旧姓が「プリンス」であることに由来している。

## 外見
顔は土気色で、大きな鉤鼻が目に付く。髪は黒くねっとりとしており、肩まである長髪の前髪を左右に分けている。黄ばんだ、不揃いな歯との描写もある。瞳の色も黒で、重たげな漆黒のローブをまとっている。作中ではたびたび「（育ちすぎた）コウモリのよう」と形容される。

## 人物

### 略歴

#### 生い立ち
1960年1月9日、スピナーズ・エンドに住むスネイプ家に生まれる。スピナーズ・エンドは、廃墟となった工場と汚れた川の近くにある荒れ果てた袋小路の名。ペチュニア・エバンズは直接的な言葉こそないものの芳しくない場所だと考えており、実際に訪れたベラトリックス・レストレンジは「マグルの掃き溜め」と評する。両親は物心ついた頃から不仲であり、家庭環境は良くなかった。
9 - 10歳のころ、ペチュニアとリリーのエバンズ姉妹と知り合う。リリーには初めて会話するまえから一目見て好意を持っており、会話の機会を伺っていた。あるきっかけからマグル生まれのリリーに魔法界のことを教えるうちに友人となった。一方でペチュニアとは互いに嫌い合っており、姉妹の関係を悪化させる一因になった。

#### 学生時代
1971年9月、ホグワーツ魔法魔術学校に入学、スリザリン寮生となる。陰鬱な家庭に育ち、闇の魔術の世界でしか己を生かせなかったため、入学時点で上級生よりも多くの闇の魔術を知っており、それに対する嫉妬からスリザリン生の間でも異端児扱いされていた。スリザリンで彼を認めていたのは当時、監督生であったルシウス・マルフォイだけだったが、次第にマルシベールやエイブリーなどと交友を始めた。
ホグワーツ特急でリリー・エヴァンス、ジェームズ・ポッター、シリウス・ブラックと同じコンパートメントに乗り合わせる。リリーにスリザリン入寮を薦めるなか、ジェームズから「スリザリンに入るくらいなら自分は退学する」と口出しされたことで彼と険悪な関係になる。入学後、必然的にジェームズの友人であるリーマス・ルーピン、ピーター・ペティグリューとも仲が悪くなり、とくにジェームズとシリウスから悪質な悪戯を受けた。また、ルーピンの弱みを握ってジェームズを退学に追い込もうと嗅ぎ回っていたときに、シリウスの入れ知恵で人狼になったルーピンのもとに向かい危険な目に遭うが、ジェームズに引き戻されて命を助けられるという出来事もあった。
グリフィンドール寮生となったリリーとの友人関係は続いていたが、学年が上がるにつれ心の距離が次第に開いていった。スネイプは「リリーの心を取り戻すには最も優秀な闇の魔法使いである死喰い人になるしかない」と思い込み、さらに闇の魔術や純血主義に傾倒するようになっていくが、逆効果だった。また、闇の魔術から離れようとしなかったのは、リリーが闇の魔術を嫌っていたと気付くことができなかったからである。
1976年5月のO.W.L試験終了直後にジェームズに逆さ吊りにされ恥をかき、庇おうとしたリリーに屈辱から「穢れた血」と罵る（第5巻『不死鳥の騎士団』「スネイプの最悪の記憶」）。スネイプはリリーに謝ったが、スネイプが闇の魔術から抜け出す気がないと確信したリリーは、スネイプに愛想を尽かした。なお、リリーの友人たちは彼女がまだスネイプと付き合いを続けていること自体おかしいと思っていた。それでもスネイプはリリーへの思いを捨てることができず、スネイプは「穢れた血」という言葉にトラウマを持つようになった。

#### 成人後
ホグワーツ卒業後は死喰い人に加わり、闇の帝王ヴォルデモートに忠誠を誓った。しかし、シビル・トレローニーの予言をヴォルデモートに密告したため、ポッター家の命が狙われる。リリーの命だけは助けてほしいとダンブルドアに助けを求め、ヴォルデモートの陣営を密偵する二重スパイになる。しかし、1981年10月31日にリリーは殺害される。リリーの死に絶望するスネイプに対し、ダンブルドアはリリーの遺志を継ぎ彼女の息子ハリーを守るよう諭した。その後はダンブルドアの庇護下で魔法薬学の教授となり、スリザリンの寮監も兼任するようになる。
1991年、ホグワーツに入学してきたハリー・ポッターに、ジェームズにそっくりな容姿から「高慢で嫌味な子供」という偏見を抱くが、「リリーの息子を守る」という誓いのもと行動する。第1巻『賢者の石』では、ダンブルドアの命を受けてクィリナス・クィレルをたびたび妨害し、ハリーを守る。 賢者の石が隠された場所 には罠として薬の論理パズルを仕掛けている。
第2巻『秘密の部屋』では、バジリスクによる石化を治す薬を調合したりと生徒のために働いている。
1995年には、ハリーに閉心術を教えるが、「最悪の記憶」を見られたことに激怒して訓練を中断する。1996年6月、神秘部の戦いに際しては、ハリーの暗号により状況を察知すると「騎士団」へ通報し、とくにシリウスに対しては本部に留まるよう頼む。
1996年には、ルシウス・マルフォイの息子で教え子のひとりであるドラコが、死喰い人見習いとなる。それに懸念を抱いたルシウスの妻ナルシッサの依頼により、ドラコを助けると破れぬ誓いを交わす。
同年、「闇の魔術に対する防衛術」の教授に就任するが、ダンブルドアを殺害してホグワーツから逃亡する（これはダンブルドアの指示だった）。この功績から、ヴォルデモートの隣に座ることを許される死喰い人の筆頭格になる。ヴォルデモートが魔法界を掌握すると、その力を背景にホグワーツ校長に就任する。しかし、表向きはヴォルデモートに従いつつも、裏ではダンブルドアの肖像画の指示を受け、カロー兄妹の暴走を抑止しハリーたちを陰から支援する役目を担う。
1998年5月2日、スネイプがニワトコの杖の忠誠を得ていると勘違いしたヴォルデモートによるナギニの攻撃により致命傷を負う。ホグズミートの叫びの屋敷に現れたハリーに、今までハリーを裏から支えていたことや、ダンブルドアの死が計画的であったこと、ハリーの母であるリリーに好意を抱いていることといった自分の記憶を託し、「僕を見てくれ」とハリーの瞳にリリーを見ながら、みずからの教え子であるハリー、ロン、ハーマイオニーの三人に看取られながら失血により絶命する。38歳没。

### 性格
スネイプは自身が所属していた寮への贔屓が露骨であるために他寮生に嫌われている。陰険な嫌がらせも多く、ハーマイオニー・グレンジャーが正しい答えを言っているのにもかかわらず「知ったかぶり」と評して減点したり、ネビル・ロングボトムなど出来の良くない生徒を蔑む傾向がある。とくにハリー・ポッターにはチャンスがあればすぐに罰則を加えようとする。
スネイプは闇の魔術への傾倒が理由でスリザリン寮を選んだが、本来は勇敢さを重んじるグリフィンドール寮の気質を持つ人物であるということが示唆されている。第7巻において、ダンブルドアはスネイプの組分けについて「組分け帽子が性急すぎる」と語る。
シリウスには「難を逃れるだけの狡猾さを備えている」と評されるが、ハリーを守るために二重スパイという危険な立場に身を置き続け、ハリーやダンブルドアには「自分が知る中で最も勇敢な魔法使い」と評される。自分を認めた人間に対しては義理堅く、学生時代に自身の実力を評価していたルシウスとその家族に強く肩入れする。ただし、普段の露骨な贔屓や嫌がらせ、さらには閉心術で本心が読めないこともあり、誤解されることが多い。
リリーへの好意というたったひとつの思いから、己の命とジェームズたちへの憎しみをなげうってまでハリーを守ろうとする。

### 才能
魔法薬の調合に長けており、学生時代は魔法薬学の教科書の間違いを見破って勝手に訂正したり、分かりやすい解説や調合の要領、実戦的な方法を書き加えたりする。ただし、それらを授業で教えることはない。第6巻『謎のプリンス』で偶然スネイプの教科書を入手したハリーが授業中に試してみたところ、完璧に教科書どおり調合したハーマイオニーよりもそのすべてが良い結果となる。
また、闇の魔術にも詳しく、長年に渡って「闇の魔術に対する防衛術」の教授職を狙っていた。第3巻『アズカバンの囚人』では教授を務めるルーピンの代役として何度も授業を行い、第6巻で念願の職を射止める。
決闘の実力も高く、無言呪文でハリーの呪文をすべてねじ伏せ、ホグワーツ教師のなかでも屈指の実力者であるマクゴナガルとフリットウィックの二人を相手に戦う。また、第7巻『死の秘宝』終盤ではヴォルデモートから箒（ほうき）を使わずに空を飛ぶ術を教わり、ヴォルデモートと同じく杖さえあれば自在に空を飛ぶことができるようになる。
魔法の開発者という一面もあり、セクタムセンプラなどの実用性のある強力な呪文をいくつも開発している。ホグワーツ在学中に開発した呪文については自分の魔法薬学の教科書「半純血のプリンス蔵書」に書き残している。
幼いころから使っている閉心術にも長けており、人知を超えた開心術の使い手であるヴォルデモートも、目の前にいるスネイプの嘘を見抜けずにいた。第5巻では、ダンブルドアの命令でハリーに閉心術を指導するが、途中でこの指導は中止する。
不死鳥の騎士団の団員として死喰い人陣営を調査する二重スパイを担当しているため、通常は守護霊を使用しないが、第7巻前半ではスネイプが夜のディーンの森に出現させた牝鹿の守護霊によってロンとハリーが再会し、グリフィンドールの剣を入手する。牝鹿はリリーの守護霊でもある（後述）。

### 人間関係
父はマグルのトビアス・スネイプ、母は「純血」の魔女アイリーン・プリンス。兄弟姉妹についての記述はない。両親は不仲で、家庭環境はあまり良くなかった。その影響で人間不信に陥り、感情を人前に晒すことを嫌って幼い頃から閉心術を使うようになった。闇魔術への傾倒とともに、母方の血筋を重んじるようになり、魔法薬学の教科書には、みずからのことを「半純血のプリンス」と記した。
結婚はしておらず独身。第6巻で自宅が登場するが、「ふだんは人が住んでいないような雰囲気」という描写がある。両親の生死について明確な描写はない。
贔屓するスリザリン生、とくにドラコ・マルフォイには好かれており、逆に冷遇する他寮の生徒には嫌われている。とくにスネイプが嬉々としていびる対象としていたネビル・ロングボトムにはボガートがスネイプに変身するほど怖がられる。
リリーとは幼馴染。美人で魔力のあるリリーに心惹かれていた。決別後もリリーを愛し続け、彼女の結婚後も死後もその愛情が変わることはなく、ポッター家の写真のリリー部分だけ切り取ったり、リリーがシリウスに宛てた手紙の「愛を込めて リリー」の部分のみ保管していたほどである。スネイプの守護霊はリリーと同じ牝鹿であり、それを見てダンブルドアは涙を流す。ダンブルドアにこれほどの時がたってもいまだにリリーを思っていることを問われると、“Always”（日本語訳では「永遠（）に」）と答える。
ジェームズとは、入学直前のホグワーツ特急内で初めて会った時から折り合いが悪く、犬猿の仲だった。シリウスやルーピンは両者の仲が険悪だった理由について「スネイプがジェームズの人気と才能を妬んでいた」「ジェームズは闇魔術を嫌い、闇魔術に傾倒したスネイプのことも嫌っていた」とハリーに語る。7年生になりジェームズの高慢さが改められ、リリーと付き合うようになったあとも隙あらばスネイプは彼に呪いをかけようとし、リリーが知らないところで二人の対立は続いていた。
シリウスに対しては、ジェームズとともに学生時代スネイプを攻撃していたことや、ルーピンを嗅ぎ回った際に人狼となったルーピンの居場所を教えられ危うく死に掛けたこと、また彼の裏切りによってリリーが死んだと思っていたことから凄まじい憎悪を抱いており、第3巻では彼に「吸魂鬼のキス」が施されるのも厭わない様子を見せる。その後、リリーに関する誤解が解け両者はともに「不死鳥の騎士団」の一員となるが、それでも顔を合わせるたびに険悪な雰囲気になっていた。
ルーピンに対しては、学生時代自分への攻撃に積極的に関わっておらず、またそれを面白がってもいなかったため、ジェームズとシリウスほどには憎んでいない。ルーピンの責任感の強さを認めていたので、悪意がないことも認めており、7人のポッター作戦に参加したルーピンを助けようともする。しかし、ルーピンの授業の代理として来たときにはその正体を生徒に勘付かせようと人狼についての課題を出したり、叫びの屋敷ではシリウスとルーピンを前にして狂気染みた憎しみを見せ、シリウスを逃したあとは勲賞を受けられなかったことへの腹癒せに、生徒のまえで「うっかり」ルーピンの秘密をもらし退職に追い込む。
アルバス・ダンブルドアは母校の校長であり、卒業後、死喰い人として活動を開始してからは敵対陣営の首領として相まみえることになる。しかし自身がホッグズ・ヘッドで盗み聞きした「ヴォルデモートを斃す者に関する予言」を告げ口したために、思い人のリリーとその家族が殺される危険が発覚してからは、彼とひそかに接触を図り、最初はリリーひとりの保護を願うも、ダンブルドアに夫と息子の命を指摘されたあとはすぐにポッター一家の保護を願い出る。しかしその願いも空しくリリーとジェームズが死亡してからは、過去にリリーに対して犯した過ちを償い、そしてリリーの最期の願いを継ぐため、ハリーを命懸けで守り抜くことをダンブルドアに誓い、以後は闇の陣営と騎士団を行き来する二重スパイの危険な役目を負う。それからは戦局の要として行動し、ダンブルドアに忠実に尽くした結果、ダンブルドアと一定の信頼関係が生まれる。スネイプ自身、自分を心底信頼するようになったダンブルドアに恩義を感じていたため、いくら信頼されているからとは言え、自分を殺させる依頼を任されたときや、ハリーが迎えねばならない結末を知らされたときは、やり切れない怒りをあらわにする。
ハリー・ポッターに対しては、父に酷似した容貌が否応なくジェームズを思い起こさせるため、入学当初から傲岸不遜で生意気な少年と決め付け冷遇しながらも、本心ではハリーのことを気にかける。一方で、ハリーは言われのない中傷や理不尽ないじめを止めないスネイプに対して敵意を抱く。しかし「憂いの篩」でスネイプの過去や真意を知ると、母を純粋に愛し抜いた人として敬意を払うようになる。ハリーはのちに、自身と妻ジニーとの間に生まれた（リリーの目を持つ）次男に、ダンブルドアとスネイプのファーストネームをとって「アルバス・セブルス・ポッター」と名付け、スリザリンに組分けされることを心配するアルバスに、名前の由来となったホグワーツの校長のひとりはスリザリン出身で、自分が知るなかで最も勇敢な人物であったことを告げて勇気づける。
ルシウス・マルフォイはスリザリン寮の先輩に当たる。学生時代に世話になっており、関係も非常に良好で、立場上敵対関係となったあともルシウスとその家族の事を気にかけ、ルシウスも第5巻終盤の件で立場を失うまでスネイプのことを高く評価する。またその関係で、彼の息子のドラコに対しては一見すると露骨な依怙贔屓をする。とはいえそれは表向きには闇の魔法使いのようにふるまう必要があったからという理由だけではなく、ナルシッサにドラコの保護を依頼されたときは、破れぬ誓いを躊躇なく結ぶほどの思いやりを見せる。

## スネイプを演じた人物
俳優
- アラン・リックマン - 映画版
- アレック・ホプキンス - 映画『不死鳥の騎士団』（学生時代）
- ベネディクト・クラーク - 映画『死の秘宝 PART2』（幼少期）
- ポール・ベントール - 舞台『呪いの子』ロンドン公演

声優
- 土師孝也 - 映画版・日本語吹替
- 野口響 - 映画『死の秘宝 PART2』（幼少期）
- 茶風林 - ゲーム版

2007年12月の著者インタビューによると、リックマンには全巻刊行されるまで秘密を守ることを条件に、かなり早期の段階でスネイプとリリーの関係について教え、演技の手助けをしていたという。
これに関してリックマンは2011年のインタビューで「いや、結末について話されたことは全くなくて、ごくわずかな情報を提供してくれたというだけだよ。私の助けになるようにと、彼がどのような人物であるかについての小さなヒントをもらったに過ぎない。彼の結末はこうなるとかいったことではなかったよ」と述べた。

## 日本語訳
静山社版の日本語訳では、一人称を「我輩」と訳出している。これを踏襲して、映画版でも字幕版・吹替版双方において「我輩」で統一されている。死に際の言葉における一人称は原作の日本語訳では「僕」だが、映画版では「私」となっている。

## 余談
- 2023年のドラマ『VIVANT』で、阿部寛扮する野崎守が「ハリー・ポッター」が好きなポッタリアンであることから[23]、堺雅人扮する乃木憂助が「スネイプ社との商談がある」と告げ、これが野崎が乃木は“スネイプ先生”の役割を担っていたのであるというメッセージに気づく、という場面が描かれている[24][25]。